# 道の駅山陰海岸ジオパーク浜坂の郷
道の駅山陰海岸ジオパーク浜坂の郷（みちのえき さんいんかいがんジオパークはまさかのさと）は、兵庫県美方郡新温泉町にある兵庫県道47号浜坂井土線の道の駅である。
山陰海岸という名が付くが、当駅は海沿いになく海も見えない。駅名は日本ジオパークに認定されている山陰海岸ジオパークの近くにあることに由来する。

## 施設
- 駐車場
  - 普通車 40台
  - 大型車 4台
  - 身障者用 1台
- トイレ 14器
- 道路情報提供施設
- 物販施設
- レストラン
- イベント広場
- 観光・体験案内カウンター